# هوهانس یرزنکاتسی
هوهانس یرزنکاتسی (ارمنی: Հովհաննես Երզնկացի؛ زاده ۱۲۲۵ – درگذشته ۱۲۹۳) پژوهشگر و فیلسوف اهل ارمنستان بود.

## زندگی
وی در ۱۲۲۵ میلادی در یرزنکا به دنیا آمد و در ۱۲۹۳ سن ۶۸ سالگی در زادگاهش درگذشت.